# Mercy (Duffy)
Mercy is een single van de Welshe zangeres Duffy, afkomstig van haar debuutalbum Rockferry. In Nederland is het haar eerste single, terwijl in haar moederland ook het titelnummer Rockferry al werd uitgebracht. Het nummer kwam uit op 25 februari 2008 en was vanaf 11 maart ook te koop in de Verenigde Staten. Het nummer wordt gekenmerkt door de retro stijl die het uitstraalt.

## Andere en bijzondere uitvoeringen
Mercy is verschillende keren gecoverd, veelal bij live-optredens. In de oudejaarsshow van pianist Jools Holland zong de komiek Lenny Henry een stukje mee met Duffy. 

## Tracklist
Download
(Releasedatum: 11 februari 2008)
1. "Mercy"

Cd-single
(Releasedatum: 25 februari 2008)
1. "Mercy"
2. "Tomorrow"

7" vinylsingle
(Releasedatum: 25 februari 2008)
1. "Mercy"
2. "Save It For Your Prayers"

## Hitnotering
| "Mercy" in de Nederlandse Top 40 - binnen: 08-03-2008 | "Mercy" in de Nederlandse Top 40 - binnen: 08-03-2008 | "Mercy" in de Nederlandse Top 40 - binnen: 08-03-2008 | "Mercy" in de Nederlandse Top 40 - binnen: 08-03-2008 | "Mercy" in de Nederlandse Top 40 - binnen: 08-03-2008 | "Mercy" in de Nederlandse Top 40 - binnen: 08-03-2008 | "Mercy" in de Nederlandse Top 40 - binnen: 08-03-2008 | "Mercy" in de Nederlandse Top 40 - binnen: 08-03-2008 | "Mercy" in de Nederlandse Top 40 - binnen: 08-03-2008 | "Mercy" in de Nederlandse Top 40 - binnen: 08-03-2008 | "Mercy" in de Nederlandse Top 40 - binnen: 08-03-2008 | "Mercy" in de Nederlandse Top 40 - binnen: 08-03-2008 | "Mercy" in de Nederlandse Top 40 - binnen: 08-03-2008 | "Mercy" in de Nederlandse Top 40 - binnen: 08-03-2008 | "Mercy" in de Nederlandse Top 40 - binnen: 08-03-2008 | "Mercy" in de Nederlandse Top 40 - binnen: 08-03-2008 | "Mercy" in de Nederlandse Top 40 - binnen: 08-03-2008 | "Mercy" in de Nederlandse Top 40 - binnen: 08-03-2008 | "Mercy" in de Nederlandse Top 40 - binnen: 08-03-2008 | "Mercy" in de Nederlandse Top 40 - binnen: 08-03-2008 |
| Week                                                  | 1                                                     | 2                                                     | 3                                                     | 4                                                     | 5                                                     | 6                                                     | 7                                                     | 8                                                     | 9                                                     | 10                                                    | 11                                                    | 12                                                    | 13                                                    | 14                                                    | 15                                                    | 16                                                    | 17                                                    | 18                                                    |                                                       |
| ----------------------------------------------------- | ----------------------------------------------------- | ----------------------------------------------------- | ----------------------------------------------------- | ----------------------------------------------------- | ----------------------------------------------------- | ----------------------------------------------------- | ----------------------------------------------------- | ----------------------------------------------------- | ----------------------------------------------------- | ----------------------------------------------------- | ----------------------------------------------------- | ----------------------------------------------------- | ----------------------------------------------------- | ----------------------------------------------------- | ----------------------------------------------------- | ----------------------------------------------------- | ----------------------------------------------------- | ----------------------------------------------------- | ----------------------------------------------------- |
| Nummer                                                | 27                                                    | 9                                                     | 4                                                     | 4                                                     | 1                                                     | 1                                                     | 2                                                     | 3                                                     | 4                                                     | 7                                                     | 9                                                     | 10                                                    | 10                                                    | 11                                                    | 12                                                    | 16                                                    | 25                                                    | 35                                                    | uit                                                   |

| Nummer | 3  | 4  | 2  | 1  | 2  | 1  | 4  | 3  | 5  | 5  | 10 | 9  | 7  | 10 | 16 | 17  | 20 |
| Week   | 18 | 19 | 20 | 21 | 22 | 23 | 24 | 25 | 26 | 27 | 28 | 29 | 30 | 31 | 32 |     |    |
| Nummer | 18 | 13 | 19 | 14 | 15 | 16 | 20 | 23 | 31 | 37 | 37 | 39 | 46 | 60 | 76 | uit |    |

### NPO Radio 2 Top 2000
| Nummer met noteringen in de NPO Radio 2 Top 2000 | '09 | '10 | '11  | '12  | '13  |
| ------------------------------------------------ | --- | --- | ---- | ---- | ---- |
| Mercy                                            | 787 | 812 | 1043 | 1807 | 1896 |

1. ↑  Een vetgedrukt getal geeft de hoogste notering aan.
2. ↑  2009 was het eerste jaar met een notering voor dit nummer.
3. ↑  Deze tabel is bijgewerkt tot en met de laatste editie (2024).